# Église de la Mission catholique chinoise du Saint-Esprit
L'église de la Mission catholique chinoise du Saint-Esprit est un lieu de culte catholique de Montréal. Il est situé au 205, rue De La Gauchetière Ouest, à proximité du quartier chinois. L'église a été classée monument historique en 1977,,.

## Origines protestantes écossaises
Conçue d'abord pour la communauté presbytérienne sécessionniste (United Secession Church (en)) par un architecte ou entrepreneur répondant au nom de Yuile, l'église était également connue par ses adeptes écossais comme la Erskine Presbyterian Church ou, plus populairement, la Wee Kirk in Little Dublin, comme Little Dublin était le nom du quartier. Sa construction débute en 1834, et prend fin en 1835,,. Une épidémie de choléra force à diminuer la hauteur prévue de l'édifice. Mettant à terme le plan initial, sont ajoutés, en 1847, un étage, un toit à deux versants et quatre pilastres en façade.

## Histoire postérieure
En 1864, l'église est vendue aux Sulpiciens et utilisée par la congrégation des hommes de Ville-Marie. Elle prend alors le nom de Notre-Dame-des-Anges. En 1866, l'architecte Victor Bourgeau est chargé de dessiner les plans pour agrandir l'église et, en 1872, de la coiffer d'un clocher à deux lanternes.
En 1936, alors que la communauté quitte les lieux, elle est utilisée par les Slovaques catholiques et prend le nom de Saint-Cyrille et Saint-Méthode.
En 1944, l'édifice est utilisé à des fins profanes ; le clocher et le décor intérieur sont enlevés.

## Mission catholique chinoise
C'est finalement en 1957 que la mission catholique chinoise, fondée en 1922, prend la relève. Elle fait construire un nouveau clocher, et l'église est restaurée en 1988.